# My Old Dutch
My Old Dutch er en britisk stumfilm fra 1915 af Laurence Trimble.

## Medvirkende
- Albert Chevalier som Joe Brown.
- Florence Turner som Sal Gray.
- Henry Edwards som Herbert Brown.
- Harry Brett som Erb Uggins.
- Arthur Shirley.